# アキュフェーズ
アキュフェーズ株式会社（英: Accuphase Laboratory Inc.）は、神奈川県横浜市青葉区に本社を置く日本の音響機器メーカーである。

## 概要
1972年にトリオの創業者である春日仲一と二郎らが設立した。当初の商号はケンソニック株式会社で、当時はトリオの海外ブランドであったケンウッドの「ケン」を社名に入れたものだったが、1982年に現商号に変更した。創業時から用いているブランドの"Accuphase"は、accurate（正確・緻密）とphase（位相）の合成語である。
家庭用高級オーディオ機器の各種アンプ・プレーヤー・イコライザと業務用オーディオ機器を製造販売し、高価格帯のピュアオーディオ製品に特化している。製品は全て本社工場で製造し、ライン生産方式ではなく小型の台車に積載状態で各製造部門を巡るセル生産方式（分割方式）を創業時から採用している。部品単位の性能検査のほか、最終出荷検査は別部門が担当するなど、性能に関わる製造責任を明確にしている。

## アフターサービス
製品はアンプ類で5年間、ディスクプレーヤーは3年間保証する。生産終了品のパーツ類も全て可能な限り保管し、旧いモデルもオリジナルパーツで補修が可能な場合がある。オーバーホール料金を明示している。岩手・宮城内陸地震に際して被災者に無償修理を提供した。

## 家庭用製品一覧

### プリアンプ

#### Cシリーズ
- C-200（1973年8月発売）
- C-220（1977年6月発売）
- C-200S（1977年9月発売）
- C-240（1978年9月発売）
- C-230（1979年5月発売）
- C-200X（1980年6月発売）
- C-280（1982年12月発売）
- C-222（1983年3月発売）
- C-200L（1984年6月発売）
- C-270（1986年4月発売）
- C-202（1987年1月発売）
- C-280L（1987年2月発売）
- C-200V（1987年7月発売）
- C-11（1989年6月発売）
- C-280V（1990年12月発売）
- C-260（1991年4月発売）
- C-270V（1992年4月発売）
- C-290（1993年11月発売）
- C-250（1994年6月発売）
- C-275（1995年7月発売）
- C-265（1997年3月発売）
- C-290V（1993年11月発売）
- C-250（1994年6月発売）
- C-275（1995年7月発売）
- C-265（1997年3月発売）
- C-290V（1998年12月発売）
- C-275V（2000年5月発売）
- C-245（2001年12月発売）
- C-2800（2002年7月発売）
- C-2400（2003年8月発売）
- C-2000（2004年7月発売）
- C-2810（2006年6月発売）
- C-2410（2007年7月発売）
- C-2110（2008年6月発売）
- C-3800（2010年7月発売）
- C-2820（2011年12月発売）
- C-2420（2012年12月発売）
- C-2120（2013年7月発売）
- C-3850（2015年6月発売）
- C-2850（2016年6月発売）
- C-2450（2017年6月発売）
- C-2150（2018年11月発売）
- C-3900（2020年4月発売）
- C-2900（2021年11月発売）
- C-2300（2023年6月発売）

#### DCシリーズ
- DC-300（1996年11月発売）
- DC-330（1999年11月発売）

### パワーアンプ

#### Pシリーズ
- P-300（1973年8月発売）
- P-250（1974年9月発売）
- P-20（1976年5月発売）
- P-300S（1977年9月発売）
- P-260（1979年4月発売）
- P-400（1979年6月発売）
- P-300X（1980年6月発売）
- P-266（1983年3月発売）
- P-600（1983年4月発売）
- P-300L（1984年6月発売）
- P-500（1985年5月発売）
- P-102（1987年2月発売）
- P-300V（1987年7月発売）
- P-800（1988年7月発売）
- P-500L（1989年2月発売）
- P-11（1989年7月発売）
- P-360（1991年3月発売）
- P-550（1994年4月発売）
- P-350（1994年7月発売）
- P-700（1995年12月発売）
- P-450（1997年4月発売）
- P-1000（1999年6月発売）
- P-650（2000年6月発売）
- P-370（2001年3月発売）
- P-7000（2003年7月発売）
- P-5000（2003年12月発売）
- P-3000（2004年7月発売）
- P-7100（2006年7月発売）
- P-4100（2008年7月発売）
- P-6100（2010年12月発売）
- P-4200（2013年7月発売）
- P-7300（2015年12月発売）
- P-4500（2018年11月発売）
- P-7500（2022年3月発売）
- P-4600（2023年10月発売）

#### Mシリーズ
- M-60（1975年7月発売）
- M-100（1981年7月発売）
- M-1000（1987年7月発売）
- M-2000（1997年12月発売）
- M-8000（2002年8月発売）
- M-6000（2008年3月発売）
- M-6200（2015年4月発売）

#### Aシリーズ
- A-100（1991年12月発売）
- A-50（1993年5月発売）
- A-20（1995年5月発売）
- A-50V（1998年12月発売）
- A-20V（2000年3月発売）
- A-60（2004年5発売）
- A-30（2004年12発売）
- A-45（2006年11発売）
- A-65（2009年3月発売）
- A-35（2009年7月発売）
- A-46（2011年6月発売）
- A-200（2012年7発売）
- A-70（2014年4月発売）
- A-36（2014年6月発売）
- A-47（2015年7月発売）
- A-250（2017年4月発売）
- A-75（2018年7月発売）
- A-48（2019年7月発売）
- A-300（2022年11月発売）
- A-80（2023年10月発売）
- A-48S（2024年10月発売）

### プリメインアンプ

#### Eシリーズ
- E-202（1974年5月発売）
- E-303（1978年7月発売）
- E-301（1981年11月発売）
- E-303X（1983年12月発売）
- E-302（1984年12月発売）
- E-305（1987年12月発売）
- E-405（1989年10月発売）
- E-305V（1991年11月発売）
- E-406（1993年6月発売）
- E-306（1994年12月発売）
- E-210（1995年5月発売）
- E-210A（1995年4月発売）
- E-406V（1996年12月発売）
- E-306V（1997年12月発売）
- E-211（1998年10月発売）
- E-407（1999年10月発売）
- E-307（2000年12月発売）
- E-212（2001年11月発売）
- E-530（2002年2月発売）
- E-408（2003年7月発売）
- E-308（2004年4月発売）
- E-550（2005年11月発売）
- E-450（2007年4月発売）
- E-350（2007年11月発売）
- E-250（2008年11月発売）
- E-560（2009年11月発売）
- E-460（2010年11月発売）
- E-260（2012年11月発売）
- E-600（2013年11月発売）
- E-470（2014年11月発売）
- E-370（2015年11月発売）
- E-270（2016年11月発売）
- E-480（2018年11月発売）
- E-380（2019年11月発売）
- E-800（2019年11月発売）
- E-5000（2021年11月発売）
- E-4000（2022年11月発売）
- E-700（2024年4月発売）
- E-800S（2024年11月発売）
- E-3000（2025年4月発売）

### CDプレーヤー/トランスポート

#### DPシリーズ
- DP-80（1986年7月発売）
- DP-70（1987年6月発売）
- DP-80L（1988年11月発売）
- DP-11（1989年12月発売）
- DP-60（1990年3月発売）
- DP-70V（1990年11月発売）
- DP-90（1992年12月発売）
- DP-65（1993年11月発売）
- DP-75（1994年11月発売）
- DP-55（1996年3月発売）
- DP-90B（1997年3月発売）
- DP-65V（1997年12月発売）
- DP-75V（1999年11月発売）
- DP-100（2000年6月発売）
- DP-55V（2001年2月発売）
- DP-85（2001年7月発売）
- DP-67（2003年8月発売）
- DP-57（2005年3月発売）
- DP-78（2005年11月発売）
- DP-500（2006年11月発売）
- DP-800（2006年12月発売）
- DP-700（2007年12月発売）
- DP-400（2008年11月発売）
- DP-600（2008年12月発売）
- DP-510（2010年6月発売）
- DP-900（2011年7月発売）
- DP-550（2012年12月発売）
- DP-410（2013年3月発売）
- DP-720（2013年12月発売）
- DP-950（2016年9月発売）
- DP-560（2016年12月発売）
- DP-430（2017年3月発売）
- DP-750（2018年6月発売）
- DP-570（2020年11月発売）
- DP-450（2021年5月発売）
- DP-1000（2021年8月発売）
- DP-770（2023年11月発売）

### DAコンバーター
- DC-81（1986年7月発売）
- DC-81L（1988年11月発売）
- DC-91（1992年12月発売）
- DC-61（1996年6月発売）
- DC-101（2000年7月発売）
- DC-801（2006年12月発売）
- DC-901（2011年7月発売）
- DC-37（2014年12月発売）
- DC-950（2016年9月発売）
- DC-1000（2021年8月発売）

### チューナー
- T-100（1973年9月発売）
- T-101（1974年5月発売）
- T-104（1978年10月発売）
- T-103（1979年1月発売）
- T-105（1980年10月発売）
- T-106（1984年1月発売）
- T-107（1985年7月発売）
- T-11（1990年3月発売）
- T-108（1990年4月発売）
- T-109（1993年12月発売）
- T-110CS（1995年11月発売）
- T-109V（1999年5月発売）
- T-1000（2005年8月発売）
- T-1100（2010年9月発売）
- T-1200（2018年4月発売）

### チャンネルディバイダー

#### Fシリーズ
- F-5（1976年8月発売）
- F-15（1981年8月発売）
- F-15L（1987年6月発売）
- F-25（1992年12月発売）
- F-25M（1995年12月発売）
- F-20（1997年5月発売）
- F-20M（1997年5月発売）
- F-25V（2001年2月発売）

#### DFシリーズ
- DF-35（1999年12月発売）
- DF-45（2005年8月発売）
- DF-55（2011年1月発売）
- DF-65（2017年6月発売）
- DF-75（2024年6月発売）

### イコライザー
- G-18（1985年3月発売）
- DG-28（1997年5月発売）
- DG-38（2001年2月発売）
- DG-48（2007年12月発売）
- DG-58（2013年12月発売）
- DG-68（2020年6月発売）

### MCヘッドアンプ/フォノイコライザー
- C-7（1979年4発売）
- C-17（1984年1発売）
- C-27（2008年12月発売）
- C-37（2014年11月発売）
- C-47（2020年4月発売）
- C-57（2025年5月発売）

### 安定化電源
- PS-500（1996年3月発売）
- PS-1200（1997年4月発売）
- PS-500V（2000年5月発売）
- PS-1200V（2000年11月発売）
- PS-510（2006年3月発売）
- PS-1210（2005年12月発売）
- PS-1220（2011年5月発売）
- PS-520（2012年4月発売）
- PS-530（2016年10月発売）
- PS-1230（2016年10月発売）
- PS-1250（2022年11月発売）
- PS-550（2023年5月発売）

### A&V関連
- CX-260（2001年4月発売）
- PX-600（2001年4月発売）
- VX-700（2002年11月発売）
- PX-650（2005年11月発売）